# Giulio Cederna
Giulio Cederna (Milano, 5 settembre 1876 – Milano, 24 dicembre 1939) è stato un dirigente sportivo, dirigente d'azienda e calciatore italiano, di ruolo portiere o centrocampista, socio fondatore del Milan.

## Biografia
Figlio di Antonio Cederna, un garibaldino e alpinista valtellinese stabilitosi a Milano e divenuto industriale tessile aprendo il Cotonificio Cederna nel quartiere milanese di Gratosoglio (ne aprirà altri due, ad Agrate Brianza e a Monza).

### Fondazione del Milan
La sera di mercoledì 13 dicembre 1899 in una sala dell'Hôtel du Nord et des Anglais, a Milano nell'odierna Piazza della Repubblica, assieme a Herbert Kilpin, Samuel Richard Davies, Penvhyn Llewellyn Neville, Edward Nathan Berra, Henry Edward St.John-Mildmay, un certo Hayes, Johann Sebastian Barnett, Kurt Lies (o, secondo alcune versioni, Lees), Piero Pirelli, Alberto Pirelli, Daniele Angeloni, Francesco Angeloni, Giannino Camperio, Guido Valerio e Antonio Dubini, fondò la squadra di calcio del Milan.

### Carriera calcistica e dirigenziale
Nel 1902 iniziò a giocare con i rossoneri allenati da Herbert Kilpin solo alcune amichevoli ed il trofeo precampionato Medaglia del Re, in onore del defunto Re Umberto I, in cui fu decisivo per la vittoria della sua squadra con 3 reti in 7 partite.
Nel maggio 1902, a fine campionato (che aveva visto il Milan secondo, sconfitto in finale dal Genoa) partecipò con i rossoneri al torneo calcistico all'interno di un "Concorso internazionale ginnico-pompieristico" indetto dalla Società Ginnastica Milanese Forza e Coraggio, che vedeva impegnati atleti e squadre ambosessi di varie discipline in varie sedi sportive di Milano. Dopo aver superato il Vicenza in semifinale, il suo Milan si aggiudicò la vittoria ad ex aequo con la società genovese Andrea Doria; la finale Milan-Andrea Doria terminò a reti bianche e si decise di non rigiocare una nuova partita e di spartire la vittoria, conferendo a pari merito alle due squadre la Coppa "Forza e Coraggio" e la Corona di Quercia.
Dall'anno successivo Giulio Cederna entrò ufficialmente a far parte della società rossonera come calciatore e dirigente, e vi rimase per tre stagioni, giocando quattro partite in tre campionati senza segnare alcuna rete.
Per il suo ultimo campionato, quello del 1905, si era reso disponibile, cambiando totalmente ruolo, come portiere, giocando nel 3-3 nelle eliminatorie di andata contro l'US Milanese.

## Attività imprenditoriale
Parallelamente alla carriera sportiva, si laureò in chimica industriale ed ereditò la direzione dei cotonifici paterni.
Nel 1939, malato di tumore e vicino alla morte, venne estromesso dal suo incarico da un cognato che già da tempo aveva di fatto assunto la guida dei cotonifici, e a cui dovette cedere la sua quota di maggioranza.

## Vita privata
Giulio Cederna sposò Ersilia Gabba, figlia del celebre astronomo braidense Luigi Gabba, e divenne padre di cinque femmine, tra cui la giornalista e scrittrice Camilla Cederna (terzogenita), e di un maschio, il giornalista, politico e scrittore ambientalista Antonio Cederna (nato per ultimo), padre dell'attore e scrittore Giuseppe Cederna.
Nell'estate del 1915 la sua quartogenita Luigia, detta Luisa, morì a nove mesi di vita. Darà presto vita a una quintogenita, chiamando anch'ella Luisa.
Nel maggio 1931 la sua secondogenita Rachele, nata nel 1909, morì a ventun anni e mezzo di scarlattina.
Nel 1932 la sua primogenita Maria Sofia (1908-2003), poi traduttrice dalla lingua tedesca, divenne moglie di Leonardo Borgese. Sua nipote Giovanna Borgese sposerà Corrado Stajano.
Con moglie e figli ritornava spesso nella casa familiare di Ponte in Valtellina, paese d'origine di suo padre.
Riposa con la moglie nel cimitero monumentale di Milano.
La sua figura è rievocata con affetto dalla figlia Camilla nell'opera autobiografica del 1980 Il mondo di Camilla, soffermandosi sulle sue ombrosità e malinconie, sul suo profondo lutto per la figlia Rachele e sulla sua passione per il disegno e la pittura.

## Palmarès

### Calciatore

#### Club

##### Altre Competizioni
- Torneo FGNI: 2

Milan: 1902, 1904
- Medaglia del Re: 1

Milan: 1902